# Davide Silvestri
Davide Daniele Silvestri (* 14. März 1980 in Sarzana) ist ein ehemaliger italienischer Radrennfahrer.
Davide Silvestri begann seine Karriere 2004 bei dem italienischen Radsportteam Ceramiche Panaria-Margres, nachdem er im Vorjahr jeweils eine Etappe beim Giro Ciclistico d’Italia und beim Giro del Veneto gewonnen hatte. 2005 wechselte er nach Japan zum Team Nippo, wo er eine Etappe sowie die Gesamtwertung der Tour du Cameroun für sich entschied. Die UCI Africa Tour 2005 beendete er auf dem vierten Rang in der Gesamtwertung. 2006 fuhr Silvestri für das serbische Continental Team Endeka.

## Erfolge
2003
- eine Etappe Giro Ciclistico d’Italia

2005
- Gesamtwertung und eine Etappe Tour du Cameroun

## Teams
- 2004 Ceramiche Panaria-Margres
- 2005 Team Nippo
- 2006 Team Endeka